# 氷平風穴
氷平風穴（こおりだいらふうけつ）は、長野県上田市真田町傍陽にある風穴。中組地区の山の標高1000m付近にある。

## 概要
石垣で囲まれたくぼみになっており、間口1.8m、奥行き3.6m、高さ2.3mほどの大きさであると、古い資料が伝える。建物はないが、風穴に通じる石壁の通路が残る。
明治から昭和にかけて、風穴から流れ出る冷たい空気を利用して蚕卵紙を貯蔵して冷却し、蚕の卵が孵化する時期を遅らせるのに利用した。蚕卵紙を冷やさないと、春の気温上昇に伴い一斉に孵化するので、養蚕農家は通年飼育による生産規模の拡大を図ることができない。
風穴は、上田小県地域に約30か所ほどあり、長野県内には116か所を数える。

## 所在地
- 長野県上田市真田町傍陽中組地区の山中